# Sunny's Halo
Sunny's Halo, född 11 februari 1980, död 3 juni 2003, var ett engelskt fullblod, mest känd för att ha segrat i 1983 års upplaga av Kentucky Derby. 1986 valdes Sunny's Halo in i Canadian Horse Racing Hall of Fame.

## Bakgrund
Sunny's Halo var en fuxhingst efter Halo och under Mostly Sunny (efter Sunny). Han föddes upp och ägdes av David J. Foster. Han tränades under tävlingskarriären av David C. Cross Jr..

## Karriär
Sunny's Halo tävlade mellan 1982 och 1983 och sprang in totalt 1 247 791 dollar på 20 starter, varav 9 segrar, 3 andraplatser och 2 tredjeplatser. Han tog karriärens största seger i Kentucky Derby (1983). Han segrade även i Colin Stakes (1982), Grey Stakes (1982), Coronation Futurity Stakes (1982), Swynford Stakes (1982), Rebel Stakes (1983), Arkansas Derby (1983) och Super Derby (1983).

### Som tvååring
Sunny's Halo segrade i 7 av 11 löp som tvååring, men stressfrakturer i båda frambenen gjorde att hans tvååringssäsong avslutades tidigare än planerat. Han fick dock 1982 års Sovereign Award för sina prestationer under året. I ett försök att läka hans frakturer blev han en av de första hästarna som behandlades i en inomhuspool designad speciellt för hästar.

### Som treåring
Som treåring segrade Sunny's Halo i Arkansas Derby tillsammans med jockeyn Eddie Delahoussaye. Duon lyckades även segra i Kentucky Derby mot mycket tuff konkurrens, som bland annat inkluderade den blivande Hall of Fame-invalda Slew o' Gold. Det var första gången någonsin som en vinnare av Arkansas Derby även segrade i Kentucky Derby. Efter löpet fick han utslag och hans tidigare frakturer påverkade hans prestationer. Sunny's Halo slutade sexa i Preakness Stakes och fyra i Arlington Classic. Han fick dock avstå Queen's Plate den 26 juni 1983 och gjorde comeback på banan under hösten.
I oktober tangerade han Louisiana Downs banrekord över 1¼ miles då han vann Super Derby med 12 längder. Även en start i Meadowlands Cup i november 1983 var tilltänkt, men hans återkommande frakturer avslutade hans karriär.

### Som avelshingst
Sunny's Halo syndikerades för 7,5 miljoner dollar och stallades upp som avelshingst på Domino Stud i Lexington i Kentucky. Så småningom stallades han upp på ett stuteri i Texas där han blev ledande avelshingst i delstatet genom tiderna när det gäller insprungna pengar av avkommor.

### Död
Sunny's Halo avled den 2003 3 juni 2003 och begravdes på Double S Thoroughbred Farm i Bullard i Texas, där han senast stått som avelshingst. I juli 2006 grävdes hans kvarlevor upp och skickades till Louisville, Kentucky för att begravas på nytt på Kentucky Derby Museum på Churchill Downs.

## Stamtavla
| Efter Halo         | Hail To Reason | Turn-To       | Royal Charger    |
| Efter Halo         | Hail To Reason | Turn-To       | Source Sucree    |
| Efter Halo         | Hail To Reason | Nothirdchance | Blue Swords      |
| Efter Halo         | Hail To Reason | Nothirdchance | Galla Colors     |
| Efter Halo         | Cosmah         | Cosmic Bomb   | Pharamond        |
| Efter Halo         | Cosmah         | Cosmic Bomb   | Banish Fear      |
| Efter Halo         | Cosmah         | Almahmoud     | Mahmoud          |
| Efter Halo         | Cosmah         | Almahmoud     | Arbitrator       |
| Undan Mostly Sunny | Sunny          | Princequillo  | Prince Rose      |
| Undan Mostly Sunny | Sunny          | Princequillo  | Cosquila         |
| Undan Mostly Sunny | Sunny          | Sunshine Nell | Sun Again        |
| Undan Mostly Sunny | Sunny          | Sunshine Nell | Nellie Flag      |
| Undan Mostly Sunny | Doily          | Daumier       | Niccolo Dellarca |
| Undan Mostly Sunny | Doily          | Daumier       | Donatella        |
| Undan Mostly Sunny | Doily          | Lecount       | Count Fleet      |
| Undan Mostly Sunny | Doily          | Lecount       | Lenore           |